# Praxillella praetermissa
Praxillella praetermissa är en ringmaskart som först beskrevs av Anders Johan Malmgren 1865.  Praxillella praetermissa ingår i släktet Praxillella och familjen Maldanidae. Arten är reproducerande i Sverige.

## Underarter
Arten delas in i följande underarter:
- P. p. antarctica
- P. p. minor